# 上原尚近
上原 尚近（うえはら なおちか）は、戦国時代から安土桃山時代にかけての武将。島津氏の家臣。

## 出自
本姓は藤原氏。先祖は南北朝時代の武将である伊作田道材。

## 生涯
島津忠良に仕えて武功を上げ、天正2年（1574年）に島津氏の家老となる。
天正4年（1576年）、日向国・高原城の長倉祐政攻めに参加、高原城が降伏すると城主に任命され、二週間後には高原地頭にも任命される。その後、日向伊東氏に関する情報収集を行い、伊東義祐と野尻城主・福永祐友との間に不和が生じていると知るや、謀略を仕掛け、かつ福永を説得して島津方へ寝返らせた。
耳川の戦いや合志城攻略などにも参加。日向国飫肥の地頭を任され、飫肥城主となる。
天正15年（1587年）8月、九州平定後に豊臣秀吉により飫肥を拝領した伊東祐兵が曾井城から飫肥城に移ろうとした際、尚近は城の受け渡しを拒み使者を殺害するなどし、かつ使者を殺害した罪を尚近自身の嫡子に擦りつけるなど、激しく抵抗する。それは翌年の6月まで続き、島津氏からの説得を受け入れてようやく尚近は城から退去した。天正20年（1592年）に死去。高崎郷の縄瀬村小牧の墓に埋葬された。